# Mohand N'hamoucha
Mohand N'hamoucha (en amazighe : ⵎⵓⵃⵏⴷ ⵏ ⵃⴰⵎⵎⵓⵛⴰ) , né en 1873 à El Hajeb, au Moyen-Atlas, où il est décédé en 1982, était le chef du mouvement de résistance Aït Ndhirs (Beni M’Tir) contre l’occupation française au Maroc. Dès le début du protectorat, il fut opposé à la signature du traité instituant le régime du Protectorat.

## Biographie
- L’histoire de Mohand N'Hammoucha est située, au début du siècle, les rivalités entre les puissances impérialistes européennes, et les pressions coloniales multiformes qui ont abouti à la domination étrangère.

Mohand est le frère de Caïd Haddou. Les deux frères sont originaires de la tribu berbère des Aït Ndhirs Beni M’Tir au Moyen-Atlas. Ils font  partie de la première génération de résistants anticoloniaux et ont combattu la France de 1908 à 1919. La domination étrangère au Maroc provoqua la consternation chez les tribus berbères de Beni M’tir et Aït Youssi qui ont assiégé la ville en réaction à la nouvelle politique du pouvoir central (Makhzen) et à la mobilisation militaire française pour la « pacification du Maroc ». 
Mohand a participé à la révolte du siège de Fès en 1911, il avait  réussi à entrer au palais avec le message destiné au roi : “chassez les Français immédiatement !”. 
Marié à Meriem fille du Caïd Omar El Youssi, grand pacha de la région de Sefrou,  avec cette union, son influence s’est prolongée de Meknès à El Hajeb jusqu’aux tribus du sud et à de l’est de Fès. Mohand et les Aït Ndhir étaient affiliés à la confrérie Tariqa kettania.
Deux chercheurs américains Edmund Burke de l'Université de Berkeley en Californie et Lawrence Rosen de l’Université de Princeton au New Jersey l'ont rencontré chez lui en 1967 pendant quelques jours. Leurs recherches portent sur la réaction des Aït Ndhirs et Aït Youssi contre la France durant les années 1911 à 1920. Leurs travaux ont été effectués en partie grâce à des sources d'archives françaises répertoriées au Château de Vincennes. Leur livre Struggle and Survival in the Modern Middle East lui  consacre un chapitre : « Mohand N'Hammoucha. Middle Atlas Berber ».